# Mali Badić
Mali Badić är ett samhälle i Bosnien och Hercegovina.   Det ligger i entiteten Federationen Bosnien och Hercegovina, i den nordvästra delen av landet, 200 km nordväst om huvudstaden Sarajevo. Mali Badić ligger 406 meter över havet och antalet invånare är 183.
Terrängen runt Mali Badić är kuperad norrut, men söderut är den platt. Mali Badić ligger uppe på en höjd.Närmaste större samhälle är Bosanska Krupa, 5,7 km väster om Mali Badić. 
Omgivningarna runt Mali Badić är en mosaik av jordbruksmark och naturlig växtlighet. Runt Mali Badić är det ganska tätbefolkat, med 93 invånare per kvadratkilometer.